# El Franco
El Franco est une commune (concejo aux Asturies) située dans la communauté autonome des Asturies en Espagne.
La commune d'El Franco est bordée au nord par la mer Cantabrique, au sud par Castropol  et Boal, à l'est par Coaña et à l'ouest par Tapia de Casariego. 

## Paroisses
La commune d'El Franco est composée de 8 paroisses civiles :
- Arancedo
- La Braña (A Braña)
- La Caridad (A Caridá)
- Lebredo (Llebredo)
- Miudes
- Prendones (San Xuan de Prendonés)
- Valdepares
- Villalmarzo